# Apolpium leleupi
Apolpium leleupi är en spindeldjursart som beskrevs av Beier 1977. Apolpium leleupi ingår i släktet Apolpium och familjen Olpiidae. Inga underarter finns listade i Catalogue of Life.